# Hans Eisen
Hans Eisen (* 17. Juni 1922 in Fürth; † 10. Dezember 2002) war ein deutscher Offizier und Flugzeugführer in der Luftwaffe der Wehrmacht und später Brigadegeneral der Luftwaffe der Bundeswehr.

## Leben
Hans Eisen trat Ende 1941 als Rekrut in das Luftwaffenausbildungsregiment 16 (Schleswig) in die Wehrmacht ein. Es folgte von März 1942 bis Ende 1942 seine Kommandierung zur Luftkriegsschule Berlin-Gatow und Luftkriegsschule 7 (Tulln). Anschließend folgte bis Mitte 1943 eine Jagdfliegerausbildung beim Jagdgeschwader 101. Im Juni 1943 war er dort zum Leutnant befördert worden. Anschließend wurde er am 9. November 1943 als Flugzeugführer zur 2. Staffel des Jagdgeschwaders 2 in Frankreich versetzt und flog dort mit einer Focke-Wulf Fw 190A Angriffe auf westalliierte Flugzeuge. Zum 1. Januar 1945 führte er als Leutnant die 4. Staffel und ab 15. Februar 1945 dann bis Kriegsende die 1. Staffel des Jagdgeschwaders 2. Bis Kriegsende überlebte er mehrere Abstürze. Im Mai 1945, nach der bedingungslosen Kapitulation der Wehrmacht ging er in Kriegsgefangenschaft, aus welcher er bereits Ende Juli 1945 entlassen wurde. Anschließend verdingte er sich als Handwerker.
Von Dezember 1945 bis Ende März 1947 absolvierte er eine Ausbildung zum Polizeibeamten. Er wurde Kriminalbeamter in Fürth und leitete als Kriminalinspektor die Raub- und Einbruchsabteilung.
Er trat zum 22. Oktober 1956 als Oberleutnant in die Luftwaffe der Bundeswehr ein. Er war von 1956 bis 1959 Dezernent in der MAD-Gruppe VI in München eingesetzt. Von 1959 bis 1961 nahm er am 4. Generalstabslehrgang Luftwaffe an der Führungsakademie der Bundeswehr in Hamburg teil, wo er zum Offizier im Generalstabsdienst ausgebildet wurde. Im Dienstgrad Major war er Hilfsreferent im Führungsstab der Luftwaffe. Ende 1969 wurde er zum Oberst im Generalstab und im April 1974 zum Brigadegeneral befördert. Von Oktober 1974 bis September 1976 war er Stabsabteilungsleiter für Logistik (Fü L V) im Führungsstab der Luftwaffe. Anschließend war er noch Stellvertretender Kommandierender General des Luftwaffenunterstützungskommandos. Zum 30. September 1982 ging er in dieser Position in den Ruhestand.
Am 2. April 1980 hatte Eisen das Verdienstkreuz 1. Klasse erhalten.